# Filip Dimitrov
Filip Dimitrov Dimitrov (in bulgaro Филип Димитров Димитров?; Sofia, 31 marzo 1955) è un politico bulgaro e il primo uomo a ricoprire ufficialmente la carica di primo ministro della Repubblica di Bulgaria dopo la fine del sistema socialista.

## Biografia
Dimitrov è nato a Sofia, e si è diplomato alla scuola superiore inglese cittadina nel 1973. Si è laureato all'università di Sofia nel 1977 in giurisprudenza ed intraprese quindi ulteriori studi nel campo della psicoterapia individuale e di gruppo, usando l'approccio psicodinamico. Lavorò come avvocato a Sofia tra il 1979 ed il 1990, ricoprendo il ruolo di Segretario dell'Unione degli Avvocati Bulgari dal 1989 in poi. È sposato con Elena Georgieva e non ha figli.
Dimitrov fu un membro attivo nell'Unione delle Forze Democratiche (UFD), una coalizione generale contro il potere ininterrotto del Partito Comunista Bulgaro. Divenne membro del Consiglio di Coordinazione Nazionale nel 1990 e ne fu a capo dal dicembre dello stesso anno fino al dicembre 1994. È membro del Consiglio Esecutivo dell'UFD dal febbraio 1997.
Dimitrov divenne primo ministro della Bulgaria nel 1991, ma rimase in carica solo per un anno, al termine del quale perse un voto di fiducia che aveva richiesto per sé stesso. Durante il suo mandato il governo riuscì a far lavorare le nuove istituzioni democratiche ed iniziò un ambizioso programma di riforme democratiche economiche e politiche. Sotto la sua amministrazione, l'osservanza dei diritti umani divenne un'irrevocabile norma legale ed etica e i precedenti abusi e tensioni etniche furono eliminati. La politica estera si focalizzò sull'integrazione in Europa e nel mondo occidentale. La Bulgaria fu il primo paese a riconoscere incondizionatamente la Repubblica di Macedonia come stato sovrano. Il governo Dimitrov aprì un nuovo sistema a mercato libero, cosa che letteralmente cambiò le città bulgare nell'arco di metà di un anno. Insistette per una restituzione su grande scala delle proprietà nazionalizzate, anche se lui stesso non ne aveva una, e il suo governo concesse ai cittadini di reclamare le proprietà che erano state confiscate dallo Stato. Viene spesso ritenuto responsabile del declino dell'agricoltura bulgara dopo il 1991, restituendo immediatamente la terra ai suoi legittimi proprietari invece di attuare una graduale transizione verso il sistema agricolo privato. Si è ritenuto che questa mossa abbia lasciato parecchi lavorati nel campo agricolo disoccupati. Il suo governo rese possibile la restituzione della cittadinanza e dei diritti di proprietà a tutti gli emigranti ebrei bulgari. 
Fu eletto a Sofia come deputato dell'Assemblea Nazionale nella 36ª, 37ª e 40ª legislatura per l'UFD. Fu autore o introdusse vari progetti di legge, tra cui il progetto di legge sull'abolizione del servizio di leva e (più volte) il progetto di legge per prevenire e sanzionare il conflitto di interessi. Fu membro della Delegazione Parlamentare Bulgara per le relazioni con il Parlamento europeo e Deputato Presidente del Comitato per gli Affari Costituzionali.
La sua scarsa abilità al compromesso portò al veto per la sua candidatura a presidente (autunno 2006) ed a leader della lista dei candidati per il Parlamento europeo (primavera 2007. Malgrado il suo ritiro tranquillo, l'UFD perse entrambe le elezioni in maniera grave. Fu rifiutato dal governo come candidato per la posizione di Giudice della Corte dei Diritti Umani a Strasburgo (autunno 2007). Nel luglio 2008 confermò il suo abbandono volontario della politica. È stato l'unico politico bulgaro negli ultimi vent'anni che sia stato pubblicamente lodato per la sua reputazione impeccabile. 
Nell'aprile 1997 fu nominato ambasciatore per la Bulgaria alle Nazioni unite e dall'agosto 1998 al gennaio 2002 fu ambasciatore della Bulgaria presso gli Stati Uniti d'America. Nel 2004 fu inviato speciale del presidente della CSCE per l'Armenia e l'Azerbaigian. Dimitrov insegna scienze politiche all'università americana in Bulgaria dal 2002. È membro del Club di Madrid. È membro del Consiglio della Nuova Università Bulgara, Presidente Onorario dell'Associazione George Marshal – Bulgaria e Direttore di Programma dell'Istituto Bulgaro per lo Sviluppo Legale. Nel settembre 1999 fu consegnato a Dimitrov il premio Truman-Reagan Freedom per il suo contributo nel rovesciamento del comunismo. 

## Pubblicazioni
- Ибо живяха, Господи (Così vissero, Signore - 1991)
- Истинската история за рицарите на кръглата маса (La vera storia dei cavalieri della tavola rotonda - 1996)
- Jumping into the Atlantic (Woodrow Wilson Center, USA, 2003)
- Митовете на българския преход (I miti della transizione bulgara - 2002)
- Светлина на човеци (Luce degli uomini - 2003)
- Новите демокрации и трансатлантическата връзка (Le nuove democrazie ed il legame transatlantico - 2003)